# Врань
Врань, Врані (рум. Vrani) — село у повіті Караш-Северін в Румунії. Входить до складу комуни Врань.
Село розташоване на відстані 369 км на захід від Бухареста, 42 км на південний захід від Решиці, 82 км на південь від Тімішоари.

## Населення
За даними перепису населення 2002 року у селі проживали 894 особи.
Національний склад населення села:
| Національність | Кількість осіб | Відсоток |
| -------------- | -------------- | -------- |
| румуни         | 711            | 79,5%    |
| цигани         | 169            | 18,9%    |
| німці          | 8              | 0,9%     |

Рідною мовою назвали:
| Мова      | Кількість осіб | Відсоток |
| --------- | -------------- | -------- |
| румунська | 797            | 89,1%    |
| циганська | 93             | 10,4%    |